# Salatyński Wierch

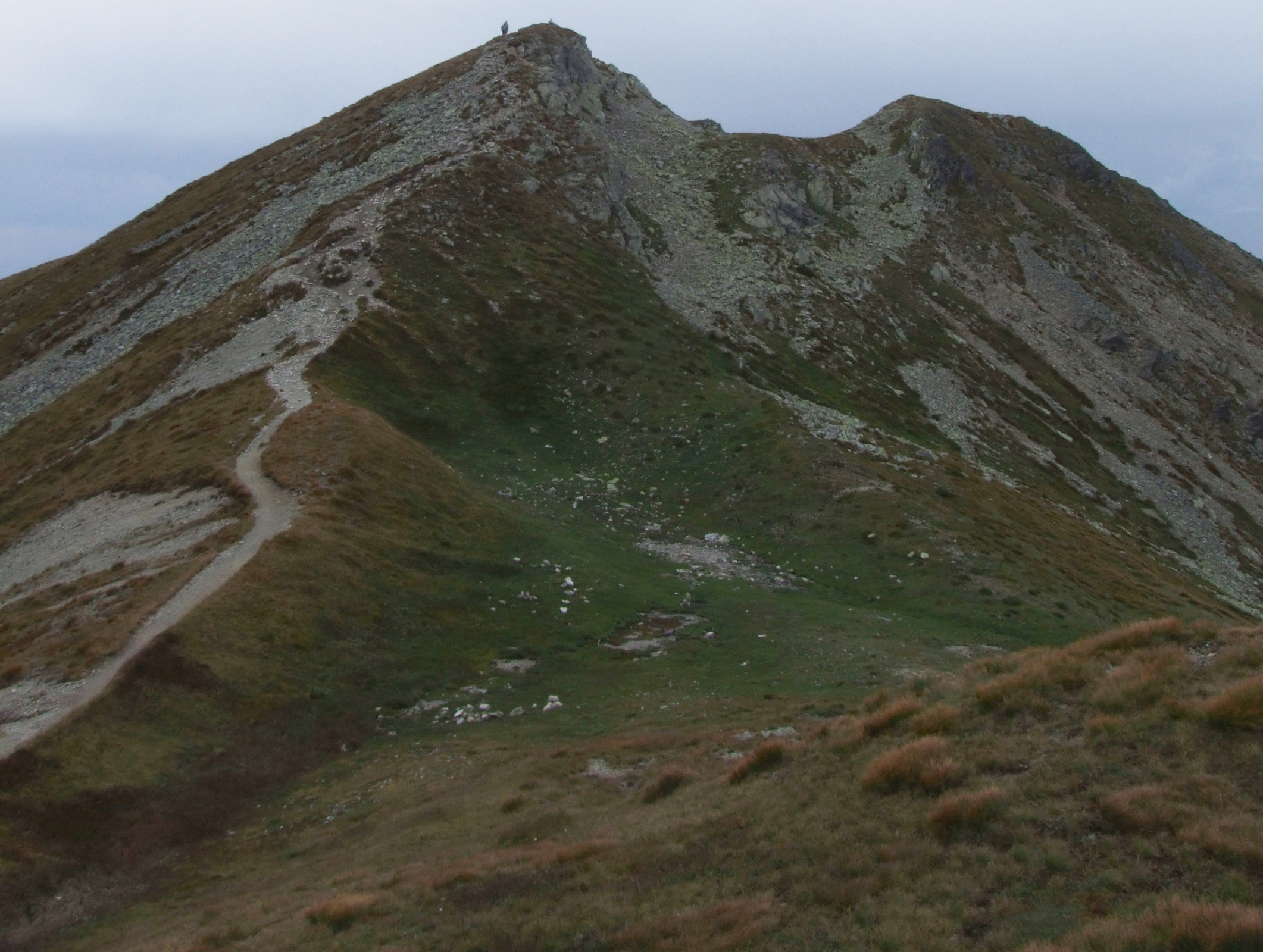
Wierzchołek Salatyna – widok z Małego Salatyna

Salatyński Wierch lub Salatyn (słow. Salatín, Salatínsky vrch) – szczyt słowackich Tatr Zachodnich o wysokości 2048 m n.p.m., jeden z 6 szczytów należących do tzw. grupy Salatynów. Znajduje się w grani głównej Tatr Zachodnich oddzielającej w tym miejscu Dolinę Rohacką od Doliny Jałowieckiej. W grani tej znajduje się pomiędzy Małym Salatynem (2046 m), od którego oddzielony jest niewielką Pośrednią Salatyńską Przełęczą (2014 m), a Brestową (1932 m), od której oddziela go Skrajna Salatyńska Przełęcz (1855 m). Jego północno-wschodnie stoki opadają do Doliny Salatyńskiej. Nie wiadomo, skąd pochodzi nazwa szczytu, być może od ludowej nazwy rośliny.
Jest to najpotężniejszy masą szczyt Tatr Orawskich, ostatni od zachodu dwutysięcznik tatrzański. Wierzchołek jest pocięty rowami grzbietowymi. Na rozległym zachodnim grzbiecie, zwanym przez mieszkańców z Zuberca Czerwonym Wierchem, znajdują się 2 małe stawki niewidoczne ze ścieżki turystycznej, która prowadzi na północ od nich. Szczyt stanowi zachodnie wybrzuszenie trzonu krystalicznego (tzw. elewacja Salatyńskiego). W kierunku zachodnim do Doliny Bobrowieckiej Liptowskiej opada Żleb pod Wałowiec. Wierzchołek i zbocza w większości porośnięte są trawą. Dawniej, aż pod wierzchołek pasło się na nich bydło z Doliny Bobrowieckiej. Pastwisko Salatyn wzmiankowane jest w dokumentach orawskich od roku 1615, mapy z 1823 r. wymieniają szczyt Salatjn B.
Pierwsze wejście zimowe: Józef Lesiecki i Leon Loria w 1911 r. Ze szczytu doskonały widok na pobliski Siwy Wierch, Osobitą i Dolinę Rohacką. We wschodnim i południowym kierunku panorama obejmuje liczne szczyty Tatr Zachodnich, wycinkowo również odległe stąd Tatry Wysokie.

## Szlaki turystyczne
– czerwony, biegnący główną granią.
- Czas przejścia od Banikowskiej Przełęczy na Salatyn: 2 h, z powrotem 2 h
- Czas przejścia z Salatyna na Brestową: 30 min, z powrotem 40 min
- Czas przejścia ze schroniska na Zwierówce na szczyt: 3:40 h, ↓ 2:15 h   